# Chrysler Voyager
Pour les articles homonymes, voir Voyager.

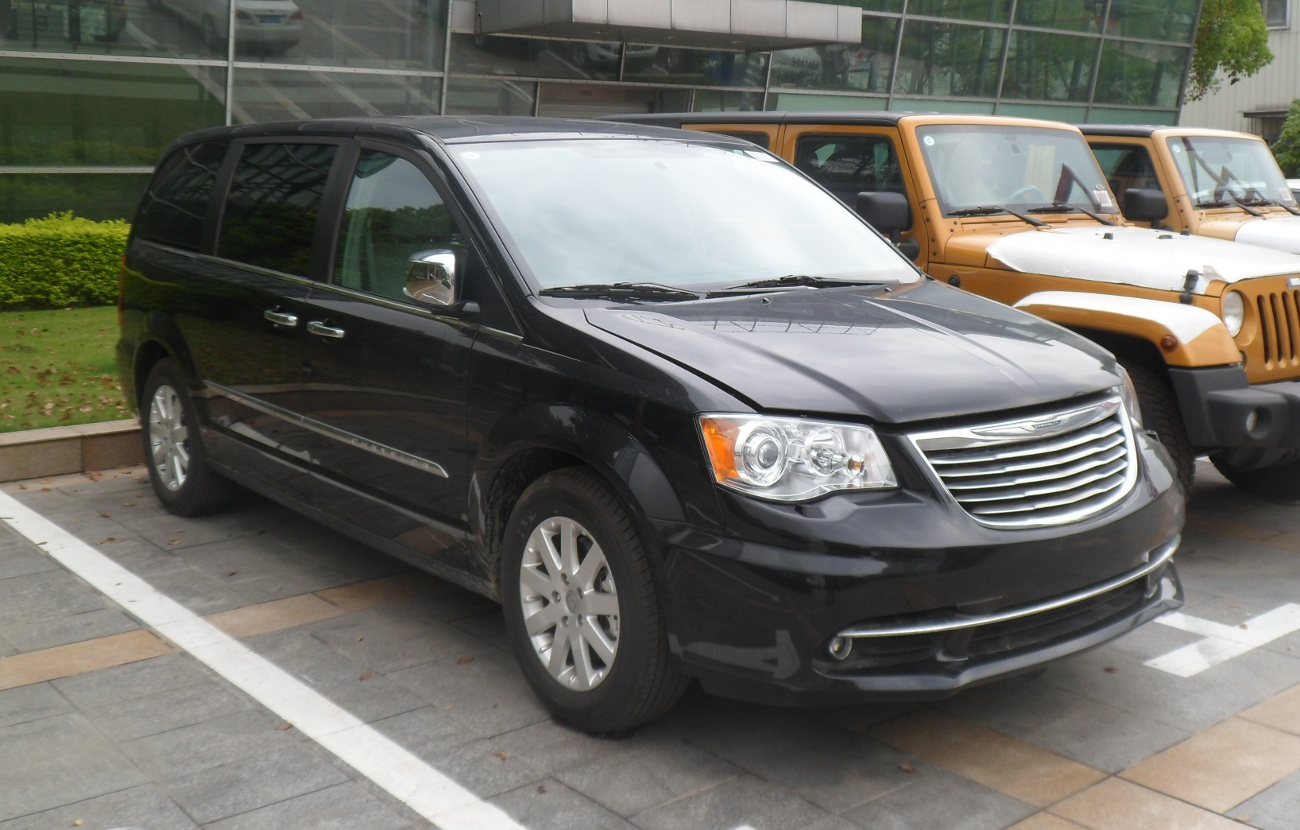
Chrysler Voyager dernière génération.

Le Chrysler Voyager est un modèle d'automobile de type monospace ou mini-fourgonnette du constructeur automobile américain Chrysler officiellement lancé en 1983 et arrêté en 2016. Il est commercialisé en Europe à partir de 1988, sous la dénomination Chrysler Voyager.
Il est aussi vendu sous l'appellation Plymouth Voyager, Dodge Caravan et Chrysler Town & Country en Amérique du Nord et Lancia Grand Voyager en Europe à la suite du rachat de Chrysler par le groupe Fiat,
Une variante américaine, le Chrysler Town & Country est produite de 1988 à 2016, remplaçant le Chrysler Town & Country de 1941.
Le Chrysler Voyager et ses dérivés sont à ce jour le monospace le plus vendu au monde, avec plus de 13 millions d'unités produites.
En 2016, le Voyager et le Town & Country sont remplacés par le Chrysler Pacifica.
Cependant, le Chrysler Voyager fait son retour dès 2020 dérivé de la Chrysler Pacifica. 

## Première génération (1983 - 1990)
On peut qualifier la première Chrysler Voyager comme étant le pionnier des monospaces modernes. Les premiers modèles sont sortis en décembre 1983, soit 6 mois avant le Renault Espace.
Le Voyager a ainsi pris tous ses concurrents de vitesse, étant mis en vente avant l'arrivée des Chevrolet Astro et Ford Aerostar en 1985.
Les premiers modèles possèdent une calandre avec quatre phares montés deux par deux. Les moteurs disponibles sont alors un 2,2 litres Chrysler de 86 ch et un moteur Mitsubishi 2,6 litres de 100 ch.
En 1987, plusieurs changements ont lieu avec, pour commencer, la calandre qui perd deux phares.
D'autres évolutions se situent sous le capot : on trouve maintenant un 2,5 litres de 100 ch et un 3 litres V6 de 143 ch conçu avec Mitsubishi, ce qui permet au Voyager d'atteindre des vitesses plus importantes.
Le Voyager existe bientôt en version longue, la Chrysler Grand Voyager, qui gagne près de 40 cm. Cela offre plus de place aux passagers et augmente le volume du coffre. Ce modèle ne sera pas importé en France.
En 1988, la première boîte automatique à gestion électronique produite en série apparaît avec 4 rapports dont une sur-multipliée. Aux États-Unis, l'année 1989 verra apparaître un moteur de 2,5 litres turbo, qui disparaîtra en 1990.

### Moteurs
- Quatre cylindres en ligne K de 2,2 L
- Quatre cylindres en ligne K de 2,5 L
- V6 6G72 Mitsubishi de 3,0 L

## Deuxième génération (1991 - 1995)
En 1991, arrive la deuxième génération de Voyager. Si l'air de famille est indéniable, Chrysler annonce 70 % de pièces différentes.
Il est vrai que l'avant et l'arrière sont différents ainsi que le tableau de bord et les banquettes.
Les modèles longs sont désormais importés en France.
Côté motorisation, une nouveauté de taille a lieu : un turbo diesel de 2,5 L de 115 ch fait son apparition. Cette mini-fourgonnette est assemblée en Autriche. Cependant, les culasses sont très fragiles et cassent au bout de 150 000 km environ.[réf. nécessaire] Fort heureusement, celles disponibles en échange sont renforcées ainsi que sur les turbos diesels vendus à partir de 1994.
Pour les moteurs à essence, on retrouve le 2,5 litres vu précédemment, mais on note aussi l'arrivée d'un V6 3,3 litres de 150 ch. À noter la disparition au catalogue français des Voyager motorisés avec le 3 litres V6 alors que ce moteur est fourni jusqu'en 2000 sur les modèles de la marque dans le reste du monde. Un V6 3,8 litres de 164 ch est disponible aux États-Unis en 1994.
Une version intégrale, quatre roues motrices, est disponible de 1995 à 2001. La version est désignée par « AWD ».
Fabriquée en Chine (1994 - 1997) par SANXING et vendue sous le nom SXZ6490.

### Moteurs
- Quatre cylindres en ligne K de 2,5 L
- Turbo Diesel VM425 de 2,5 L (1994-1995)
- V6 6G72 Mitsubishi de 3,0 L
- V6 EGA de 3,3 L

## Troisième génération (1996 - 2000)
L'année 1996 (1995 aux États-Unis) voit apparaître la troisième génération de Voyager. Les ingénieurs de Chrysler sont repartis d'une feuille blanche pour concevoir ce nouveau Voyager (Caravan ou Town & Country aux États-Unis) sauf pour les moteurs et les boîtes de vitesses.
Cette génération se caractérise par une visibilité améliorée, une tenue de route sans soucis malgré des lames pour l'essieu arrière, une habitabilité qui tient du fourgon quand on retire les sièges arrière et par une très bonne résistance à la corrosion. Les portes arrière sont coulissantes (avec des vitres fixes). La climatisation est en série.
On retrouve le moteur VM Motori 2,5 litres turbo diesel à culasses séparées, mais avec l'injection électronique et le remplacement de la cascade de pignons de la génération précédente par une chaîne de distribution. Mais, la fiabilité de ce type de distribution s'est avérée mauvaise, et les moteurs ont été de nouveau munis d'une cascade de pignons à partir de 1999 - 2000.
Si l'on excepte les problèmes de distribution des premières années, ce moteur s'avère fiable, assez puissant pour entraîner cette auto qui n'a de toute façon pas de vocation sportive, le tout avec un couple très satisfaisant dès les bas régimes. En revanche, le gabarit de la carrosserie et la nervosité moyenne du moteur sont des handicaps en ville.
On retrouve aussi le 3,3 litres V6 tandis que le 2,5 litres est remplacé par un nouveau 4 cylindres de 2,4 litres fort de 147 ch. Le 3,3 litres passe à 165 ch et le 3,8 litres à 178 ch.

### Moteurs
- Quatre cylindres en ligne A588 de 2,0 L
- Quatre cylindres en ligne ECC de 2,0 L
- Quatre cylindres en ligne EDZ de 2,4 L
- Quatre cylindres en ligne turbo Diesel VM425 de 2,5 L
- V6 EGA de 3,3 L
- V6 EGH de 3,8 L (4×4 ; non disponible au Royaume-Uni)
- V6 6G72 Mitsubishi de 3,0 L

### Sécurité
Selon les résultats des essais de collision de l'Euro NCAP, le modèle de 1999 du Chrysler Voyager a si mal réussi dans l'impact frontal qu'il n'a gagné aucun point, ce qui en fait le pire du groupe. La structure de la carrosserie est devenue instable et la colonne de direction a été repoussée dans la poitrine et la tête du conducteur. Le modèle de 2007 du Chrysler Voyager s'en sort un peu mieux, n'atteignant que 19 % au test de choc frontal, avec un score global de 2 étoiles sur 5 possibles. Cependant, les mesures de compression thoracique sur le mannequin d'essai ont indiqué un risque inacceptablement élevé de blessures graves ou mortelles. En conséquence, la dernière étoile dans la catégorie occupant adulte est barrée.
Malgré les mauvais résultats des crash tests de l'Euro NCAP, les statistiques du monde réel indiquent que ce n'est pas tout. Folksam est une compagnie d'assurance suédoise qui a publié en mai 2009 un rapport sur les blessures et la survie de 172 modèles de voitures. La génération de 88–96 a obtenu une cote réelle de « Moyenne », et la génération de 96-00 a obtenu une cote appelée « Plus sûr » (au moins 30 % plus sûr que la moyenne.)

## Quatrième génération (2001 - 2007)
Côté moteurs, on retrouve les mêmes que sur le Voyager troisième génération avec cependant quelques variantes : le 2,4 litres de 147 ch ne bouge pas mais le V6 3,3 litres passe à 174 ch et le 3,8 litres passe à 205 ch (mais il n'est plus distribué en France). Quant au turbo diesel, il adapte la technologie common rail et sa puissance passe à 143 ch. Apparait également lors du restylage un 2,8 litres de 150 ch uniquement en boîte automatique à 4 vitesses.
Contrairement à ses concurrents américains, le Voyager aura subi plusieurs évolutions alors que des modèles comme le Chevrolet Astro n'ont pas changé ou si peu.
D'ailleurs aujourd'hui[Quand ?], les minivans du groupe Chrysler (Chrysler Voyager, Chrysler Town & Country et Dodge Caravan), détiennent près de 40 % du marché aux États-Unis).[réf. nécessaire]
Le Voyager existe sous les motorisations suivantes :
- 2001-2008 : 4 cylindres EDZ de 2.4 - essence en boîte manuelle (automatique en option)
- 2001-2008 : 6 cylindres EGA de 3.3 - essence en boîte automatique uniquement, disponible aussi en AWD
- 2001-2008 : V6 EGH de 3,8 L
- 2008-2011 : V6 6G72 de 3,0 L (Chine)
- 2,5–4 cylindres turbo diesel en boîte manuelle (moteur VM Motori)
- 2,8–4 cylindres turbo diesel en boîte automatique uniquement (moteur 2,5 litres réalésé)

En 2004, apparaît l'ingénieux système Stow'n Go qui permet de rabattre la deuxième et troisième rangée dans le plancher en un tour de main. Il se permet de surpasser le Renault Espace en termes de modularité. Aujourd'hui[Quand ?], si l'on regarde attentivement la moitié des grands monospaces possède ce système (Volkswagen Sharan, Seat Alhambra, Ford Galaxy et S-max, Citroën C4 Picasso…).
On trouve également la version américaine (Chrysler Town and Country) en 3,8 litres essence en boîte automatique en importation.
L'intérieur du Chrysler Voyager est toujours aussi chaleureux avec des équipements souvent luxueux tel que le système DVD au plafond avec casque sans fil et prise pour console de jeux vidéo, les portes coulissantes électriques et de nombreux rangements. La finition fait un bond en avant avec des plastiques moussés sur le tableau de bord.
Pour son remplacement, Chrysler a préféré supprimer l'empattement court du Voyager (remplacé par le Dodge Journey, actuellement[Quand ?] le Fiat Freemont en Europe) et privilégier la version longue, davantage convoitée sur le sol américain.

### Changements d'année en année
- 2000 : Le Voyager est vendu en tant que Plymouth et Chrysler, avec les mêmes options et caractéristiques, mais les versions Chrysler affiche des prix d'environ 500 $ US de plus.
- 2001 : Le Chrysler Voyager a été entièrement repensé pour cette année, tout comme les autres monospaces Chrysler. Il n'était désormais vendu que sous la marque Chrysler ; aucune version « Grand » à empattement long n'est vendue. Certaines nouvelles fonctionnalités incluent des airbags latéraux et un système de navigation en option.
- 2002 : Un magnétoscope ou un système de divertissement DVD basé sur les sièges arrière était une nouvelle option disponible qui pouvait être installer par le concessionnaire sur tous les Voyager de 2002. Un modèle d'entrée de gamme de grande valeur, l'eC, été proposé cette année avec les modèles de base et LX. Tous les Voyager de 2002 utilisent désormais une boîte automatique à quatre vitesses.
- 2003 : Des pédales de frein et d'accélérateur à réglage électrique étaient disponibles sur les Voyager de 2003. Les freins antiblocage restaient facultatifs pour le LX haut de gamme, mais n'étaient plus disponibles pour les Voyager de base. Le Voyager a été abandonné après cette année et a été remplacé par le Town & Country à empattement court peu modifié.

En Europe, Chrysler a commencé à proposer le Voyager avec la première génération, suivie du modèle de deuxième génération en 2001, avec une nouvelle gamme de moteurs - y compris des moteurs diesel plus gros et plus économiques (2,5 L et pour 2005 - le 4 cylindres 2,8 L de VM Motori) et des moteurs essence plus économes en carburant (quatre cylindres en ligne et V6).
La quatrième génération du Grand Voyager a poursuivi sa production pour le marché chinois aux côtés du Dodge Grand Caravan jusqu'à fin 2010. Les deux modèles été construits par Soueast en Chine, à l'aide d'une chaîne de production du Town & Country relocalisée depuis Taïwan, et étaient propulsés par des moteurs 6G72 Mitsubishi.

## Cinquième génération (2008-2016)
À l'été 2007, une cinquième génération apparaît (année-modèle 2008) ; celle-ci n'existe plus qu'en version longue (5,10 m).
Les moteurs de cette 5e génération sont :
- un 3,3 litres flex-fuel 170 ch, fonctionnant à l'éthanol E85 ;
- 2008-2010 : un V6 essence de 3,8 litres, 198 ch à 5 200 tr/min et 312 N m à 4 000 tr/min ;
- un 4 litres V6 essence 240 ch ;
- 2008-2015 : un quatre-cylindres en ligne CRD (diesel) de 2,8 litres, 163 ch à 3 800 tr/min et 359 N m à 1 600 tr/min[4] (RA 428 DOHC) (pour le marché européen, arrivé au début de l'année 2008) ;
- 2010-2015 : un V6 Pentastar de 3,6 L, 283 ch à 6 600 tr/min et 353 N m à 4 800 tr/min.

Le Grand Voyager de 2009, en version diesel, affiche une consommation mixte de 9,3 litres aux 100 km.
Tous les moteurs sont associés à la boîte automatique à 6 vitesses 62TE de Chrysler.
Le véhicule existe également chez Volkswagen aux États-Unis, sous le nom de Routan.
À l'occasion d'un restylage intervenu fin 2010, les trois V6 essence sont remplacés par un nouveau moteur unique, le V6 3.6 Pentastar. À la suite de la restructuration de Chrysler par Fiat, la marque Chrysler est abandonnée en Europe continentale courant 2011 ; le modèle restylé continue cependant sa carrière dans la gamme de Lancia, devenant Lancia Voyager.
Le Dodge Grand Caravan est toujours produit à l'heure actuelle[Quand ?].

### Lancia Voyager
Tous les Voyager vendus à partir d'octobre 2011 en Europe continentale sont vendus sous la marque Lancia.
La version Chrysler continue d'être vendue au Royaume-Uni, en Irlande, en Russie, en Australie, en Nouvelle-Zélande, au Moyen-Orient, en Corée du Sud, à Singapour et en Chine, marchés dont Lancia est absent. Le Voyager devient le successeur des précédentes séries de monospaces produits par Lancia, dont le dernier d'entre eux, le Phedra.
Cependant, la société mère, Fiat Chrysler Automobiles, sous la direction du PDG Sergio Marchionne, annonce sa décision de mettre un terme à l'existence de Lancia hors d'Italie en 2014. Le Voyager cesse d'être produit en 2015, au moment où la marque italienne se recentre sur son marché national, où elle ne produit plus qu'un seul modèle, l'Ypsilon.
La version Lancia est proposée avec des moteurs conformes à la norme d'émission Euro V.

## Sixième génération (2020-aujourd'hui)
Le 27 juin 2019, FCA a annoncé que les modèles bas de gamme L et LX seront séparés de la plaque signalétique Pacifica et vendus sous la plaque signalétique Voyager à partir de l'année modèle 2020. Cela marque le retour de la plaque signalétique Voyager dans la gamme des modèles Chrysler, dans laquelle elle a été utilisée pour la dernière fois en 2016, et sur le marché nord-américain, dans lequel elle a été utilisée pour la dernière fois en 2003 et 2007 aux États-Unis et au Mexique, respectivement. En plus des niveaux de finition L et LX, un modèle LXi sera disponible pour les véhicules d'entreprise.
Le Voyager de 2020 a été mis en vente aux États-Unis à l'automne 2019 avec des prix de base allant de 26 985 $ pour le modèle L d'entrée de gamme à 32 995 $ pour le modèle LXi uniquement pour les flottes. Des sièges pour sept passagers, un système audio à six haut-parleurs avec suppression active du bruit, Apple CarPlay et Android Auto sont de série sur tous les modèles. Parmi les options disponibles se trouve le SafetyTec Group qui comprend l'assistance au stationnement arrière, la surveillance des angles morts et la détection de la trajectoire transversale arrière. Le LX ajoute la radio satellite SiriusXM et des roues en alliage d'aluminium de dix-sept pouces. Le LXi, exclusif aux flottes, ajoute des surfaces d'assise garnies de similicuir faciles à nettoyer et des sièges avant baquets et chauffants. Les modèles LX et LXi offrent un système de divertissement DVD pour siège arrière à écran unique en option. 
Tous les Voyager sont propulsés par le même moteur essence V6 Pentastar de 3,6 L avec Variable Valve Timing (VVT) qui propulse le Chrysler Pacifica, produisant 283 chevaux, couplé à la boîte automatique 948TE fabriquée par ZF à transmission contrôlée par un bouton de commande rotatif monté dans la console centrale du Voyager. Contrairement au Chrysler Pacifica, qui sera disponible avec traction avant (TA) ou traction intégrale (4×4) ou en version hybride PHEV traction avant pour l'année modèle 2021, le Voyager restera disponible exclusivement avec traction avant (TA).
Le Voyager remplacera le Dodge Grand Caravan dans la gamme américaine et canadienne de Fiat Chrysler Automobiles (FCA), car le Grand Caravan sera abandonné après l'année modèle 2020. La production du Grand Caravan devrait se terminer en mai 2020. Cependant, quelque temps après l'annonce de l'arrêt de la production de la Dodge Grand Caravan, Chrysler annonce que le nom sera utilisé au Canada. Bref, la Chrysler Grand Caravan sera la version canadienne le Chrysler Voyager.

## Caractéristiques des sièges
Le Chrysler Voyager a incorporé divers systèmes de sièges pour leurs monospaces afin d'améliorer la flexibilité intérieure.

### Sièges de sécurité pour enfants intégrés
En 1992, Chrysler a introduit une banquette de deuxième rangée intégrant deux sièges d'appoint pour enfants. Ces sièges ont continué d'être une option disponible jusqu'à la cinquième génération jusqu'à leur suppression en 2010.

### Sièges à roulettesEasy Out
En 1996, Chrysler avait introduit un système de sièges pour simplifier l'installation, le retrait et le repositionnement - commercialisé sous le nom de sièges à roulettes Easy-Out. Le système est resté utilisé tout au long de la vie du Chrysler Voyager.
Une fois installés, les sièges sont verrouillés sur des gâche au sol. Lorsqu'il n'est pas verrouillé, huit rouleaux soulèvent chaque siège, ce qui permet de le faire rouler d'avant en arrière. Les rails ont des dépressions de positionnement pour les rouleaux, permettant ainsi une installation simple. Des leviers ergonomiques au niveau des dossiers libèrent les verrous de plancher d'une seule main sans outils et soulèvent les sièges sur les roulettes en un seul mouvement. De plus, les dossiers de siège ont été conçus pour se replier vers l'avant. Les rails de roulement des sièges sont fixés en permanence au sol et les montants des sièges sont alignés, ce qui facilite le roulement longitudinal des sièges. Les montants des banquettes été déplacés vers l'intérieur pour réduire les contraintes de flexion dans les cadres des sièges, leur permettant ainsi d'être plus légers.
Lorsqu'ils sont configurés comme des bancs pour deux et trois personnes, les sièges à roulettes Easy Out peuvent être encombrants. À partir de 2001, les sièges des deuxième et troisième rangées sont devenus disponibles en configuration « quadruple » — sièges baquets ou de capitaine dans la deuxième rangée et « banquette » divisée en 50/50 pour trois personnes en troisième rangée — chaque section pesant moins de 23 kg.

### SiègesStow'n Go
En 2005, Chrysler a introduit un système de sièges aux deuxième et troisième rangées qui se repliés complètement dans des compartiments sous le plancher - commercialisés sous le nom de sièges Stow 'n Go et exclusivement disponibles sur les modèles à empattement long.
Dans un programme de développement d'un coût de 400 millions de dollars, les ingénieurs ont initialement utilisé un ensemble de montage pour visualiser l'interaction complexe de la conception[réf. nécessaire] et ont repensé les composants sous le plancher pour accueillir le système - y compris le puits de roue de secours, le réservoir de carburant, le système d'échappement, les câbles de frein de stationnement, les conduites de climatisation arrière et la suspension arrière. Malgré cela, le nouveau système de sièges empêché l'incorporation d'un système 4×4, mettant ainsi fin à cette option pour les monospaces Chrysler.
Le système crée à son tour un volume combiné de (340 L de rangement sous le plancher lorsque les sièges de la deuxième rangée sont déployés. Avec les deux rangées repliées, les monospaces ont un plancher de chargement plat et un volume de chargement maximal de 4 550 L,.
Le système Stow 'n Go a reçu le prix « Best of What's New » du magazine Popular Science pour 2005.
Le système Stow 'n Go n'est pas offert sur le Volkswagen Routan, une variante à plaque signalétique rebadgée des monospaces Chrysler.

### SiègeSwivel 'n Go
En 2008, Chrysler a introduit un système de sièges, commercialisé sous le nom de Swivel'n Go. Dans ce système de sièges, les deux grands sièges de la deuxième rangée pivotent pour faire face à la troisième rangée. Une table amovible peut être placée entre les sièges de la deuxième et de la troisième rangée. Le système de sièges Swivel'n Go comprend les sièges de la troisième rangée du système Stow'n Go.
Les sièges Swivel 'n Go sont fabriqués par Intier Corp. une division de Magna. Les chenilles, les contremarches et les mécanismes pivotants sont assemblés par Camslide, une division d'Intier. Le mécanisme pivotant a été conçu et produit par Toyo Seat (en) USA Corp.
Le système est réputé pour sa haute résistance[réf. nécessaire]. La totalité de la charge du siège est transférée vie le mécanisme pivotant en cas de collision, qui est presque deux fois plus résistant que l'exigence minimale du gouvernement[réf. nécessaire].
Le mécanisme pivotant comprend des pare-chocs qui stabilisent le siège en position de verrouillage. Lorsqu'il est tourné, le siège se détache de ces pare-chocs pour permettre une rotation facile.
Le siège n'est pas conçu pour être laissé en position déverrouillée ou pivotant avec un occupant, bien que cela n'endommagera pas le mécanisme pivotant.

## Production dans le monde
Dans les premières années de commercialisation, les Voyager étaient produits en Amérique du Nord et exportés vers l'Europe (1988-1991).
En 1991, les premiers Voyager étaient produits en Autriche, dans l'usine Eurostar à proximité de Graz. Eurostar était une coentreprise entre Chrysler et la société autrichienne Steyr-Daimler-Puch. Il a ensuite été acquis par DaimlerChrysler et finalement l'usine a été vendue à Magna Steyr en 2002. Les unités produites en Autriche étaient commercialisées en Europe, en Asie et en Afrique. Ils étaient construits avec des moteurs essence et diesel, avec une version à transmission manuelle, en versions à empattement court (EC) et à empattement long, et en versions à conduite à droite ou à gauche (tous vendus sous le nom de Chrysler Voyager).
De 2008 à 2010, la quatrième génération du Grand Voyager été produit en Chine par Soueast à l'aide d'une chaîne de montage taïwanaise de Town & Country déplacée.
Les Voyager de cinquième génération (2008-2011) été exportés vers l'Europe depuis Windsor, au Canada, où ils sont produits. À partir d'octobre 2011, ils été exportés et vendus sous le nom de Lancia Voyager sur la plupart des marchés européens, car les activités de Chrysler ont été fusionnées avec celles de Lancia dans de nombreux pays européens. Au Royaume-Uni, seul le Grand Voyager est commercialisé.
Depuis 2011, le Voyager est vendu sous le badge Lancia en Europe pour renforcer l'intégration Chrysler-Lancia, bien qu'il reste de marque Chrysler Voyager au Royaume-Uni et en Irlande. En mars 2015, Fiat Group a annoncé qu'en 2017, Chrysler serait abandonnée au Royaume-Uni. Il a été supprimé du site Web de Chrysler UK en janvier 2016.